# Peter Schüler
Peter Schüler (* 29. Februar 1952 in Berlin) ist ein ehemaliger deutscher Politiker (SED 1976–1989, Bündnis 90 1991–1993, parteilos ab 1993).

## Leben
Schülers jüdische Eltern überlebten die Shoah im Exil im Vereinigten Königreich. Er wuchs in Ilmenau auf, wo sein Vater seit 1956 als Professor für Politische Ökonomie tätig war. Peter Schüler ist verheiratet und Vater zweier Kinder.
Nach dem Abitur studierte er an der Humboldt-Universität Berlin. Schüler ist von Beruf Diplom-Physiker. Er war als wissenschaftlicher Mitarbeiter an der Technischen Hochschule Ilmenau und im Kombinat Elektronische Bauelemente Teltow tätig. Mitte der 1990er Jahre studierte er Rechtswissenschaft und ließ sich anschließend als Rechtsanwalt nahe dem Schlosspark Sanssouci nieder.

## Politik
Peter Schüler war von 1968 bis 1973 Mitglied der FDJ. Er trat 1976 in die SED ein. Dort war er 1978 Parteigruppenorganisator, von 1986 bis 1989 APO-Sekretär und von 1988 bis 1989 Mitglied der SED-Kreisleitung Potsdam. 1989 war er Teil der Plattform demokratischer Sozialismus, die im Januar 1990 die Auflösung der nunmehr SED-PDS genannten ehemaligen Staatspartei forderte. Noch zuvor, im Dezember 1989, erklärte Schüler seinen Austritt aus der Partei.
Schüler trat in die Bürgerbewegung Demokratie Jetzt ein und zählte 1991 zu den Mitbegründern der Partei Bündnis 90. Am 1. Oktober 1992 rückte er für Marianne Birthler in den brandenburgischen Landtag nach. Im Juni 1993 verließ Schüler das Bündnis 90 wieder und wurde parteiloser Abgeordneter.
Ab 1998 war er als sachkundiger Einwohner im Finanzausschuss der Landeshauptstadt Potsdam tätig. Nach der Jahrtausendwende wurde Schüler Stadtverordneter in Potsdam und nach der Wahl 2008 zum Stadtpräsidenten gewählt.
Im Mai 2019 wurde Schüler mit dem Aufbau und der Leitung der kurz zuvor gegründeten Fachstelle am Moses Mendelssohn Zentrum für europäisch-jüdische Studien (MMZ) beauftragt.